# Sabine André
Sabine André est une actrice, chanteuse et danseuse belge née le 25 juin 1913 à Bruxelles.

## Biographie
De son vrai nom Sabine Eiffling, elle naît le 25 juin 1913 à Bruxelles. À seulement treize ans, elle suit la troupe bruxelloise des Ballets blancs  à travers l'Europe et se lance dans la danse. À son retour à Bruxelles, elle devient girl au Casino de Bruxelles et y joue dans la version française de la comédie musicale No, No, Nanette aux côtés de Fernand Gravey, obtenant son premier rôle important en remplaçant la comédienne principale tombée malade. Elle part ensuite pour Paris où elle rencontre le compositeur et producteur Vincent Scotto qui compose pour elle des chansons et lui permet de se produire au cabaret Monteverdi.
Madame Rasimi, costumière et directrice de théâtre influente, la fait engager au théâtre de la Porte-Saint-Martin où elle joue les opérettes Ignace aux côtés de Fernandel et Andrex en 1936, puis Un de la musique avec Georges Milton en 1937. Durant l'Occupation, elle apparaît au cinéma dans des petits rôles comme celui de Ginette dans Le Prince charmant de Jean Boyer. Grâce au soutien d'Albert Willemetz, elle continue en parallèle à se produire dans des opérettes, reprenant notamment Phi-Phi d'Henri Christiné en 1940 aux Bouffes-Parisiens.
Après la Seconde Guerre mondiale, sa carrière cinématographique prend de l'ampleur et on la voit alors dans divers films, interprétant surtout des petits rôles peu crédités.
Sabine André fait partie, comme Renée Simonot (1911-2021),, June Spencer (en) (1919-2024), Lucienne Legrand (1920-2022), Jacqueline Ferrière (1921-2024), Micheline Presle (1922-2024) et Annabel Maule (en) (née en 1922), du cercle des actrices centenaires. 
Son décès n'étant pas à ce jour confirmé, elle est considérée par certains comme la doyenne des actrices et acteurs du monde bien que quelques sources indiquent sa mort en 2011 sans plus de précisions.

## Théâtre
- 1936 : Ignace, opérette de Jean Manse, musique Roger Dumas, théâtre de la Porte-Saint-Martin : Loulette
- 1937 : Un de la musique, opérette de Camille François, musique Roger Dumas, théâtre de la Porte-Saint-Martin : Suzy Fric
- 1940 : Phi-Phi, opérette d'Henri Christiné,  théâtre des Bouffes-Parisiens : Aspasie
- 1946 : Les Chasseurs d'images, opérette d'André Mouëzy-Éon, musique Georges van Parys et Roger Dumas, lyrics Jean Manse, mise en scène Émile Couvelaine, théâtre du Châtelet
- 1948 : Ignace, opérette de Jean Manse, musique Roger Dumas, mise en scène Georgé, théâtre de l'Étoile : Loulette

## Filmographie

### Cinéma
- 1935 : En avant la musique de Gaston Schoukens : Maria Bellinckx
- 1941 : Le Prince charmant de Jean Boyer : Ginette
- 1942 : Vive la musique d'Helmut Käutner (non créditée)
- 1948 : D'homme à hommes de Christian-Jaque : Hortense Schneider
- 1949 : Fantômas contre Fantômas de Robert Vernay : laa cabaretière
- 1950 : Plus de vacances pour le Bon Dieu de Robert Vernay : la mère de Pierrot
- 1950 : Tire au flanc de Fernand Rivers : la gommeuse
- 1955 : Les deux font la paire d'André Berthomieu : la caissière
- 1956 : Rencontre à Paris de Georges Lampin (non créditée)
- 1957 : Le Chômeur de Clochemerle de Jean Boyer
- 1957 : Comme un cheveu sur la soupe de Maurice Régamey : une cliente de la crèmerie
- 1958 : Ni vu, ni connu d'Yves Robert
- 1962 : L'assassin est dans l'annuaire de Léo Joannon : Cécile
- 1963 : Du mouron pour les petits oiseaux de Marcel Carné

### Télévision
- 1961 : Revue d'André Leroux : Wendy Thomas
- 1966 : Les Cinq Dernières Minutes, épisode La Rose de fer (1.39) de Jean-Pierre Marchand : la femme du Belge
- 1967 : L'Amateur ou SOS Fernand, épisode Le Sculpteur (1.3) de Maurice Delbez
- 1968 : La Prunelle, épisodes Prune et Prunelle (1.1) et Prune et Royal of Siam (1.13) d'Edmond Tiborovsky : la concierge